# DX-ing

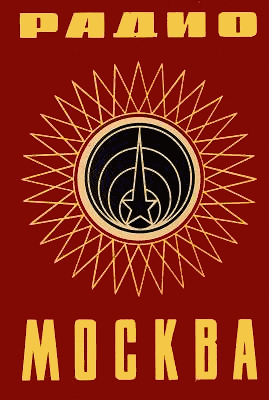
QSL-kort från Radio Moskva, Sovjetunionen

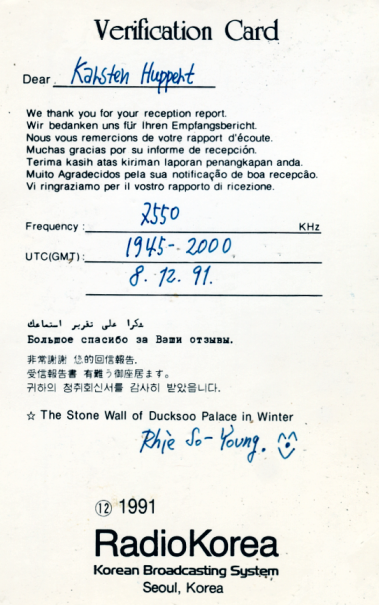
QSL-kort från Radio Korea, Seoul (textsida)

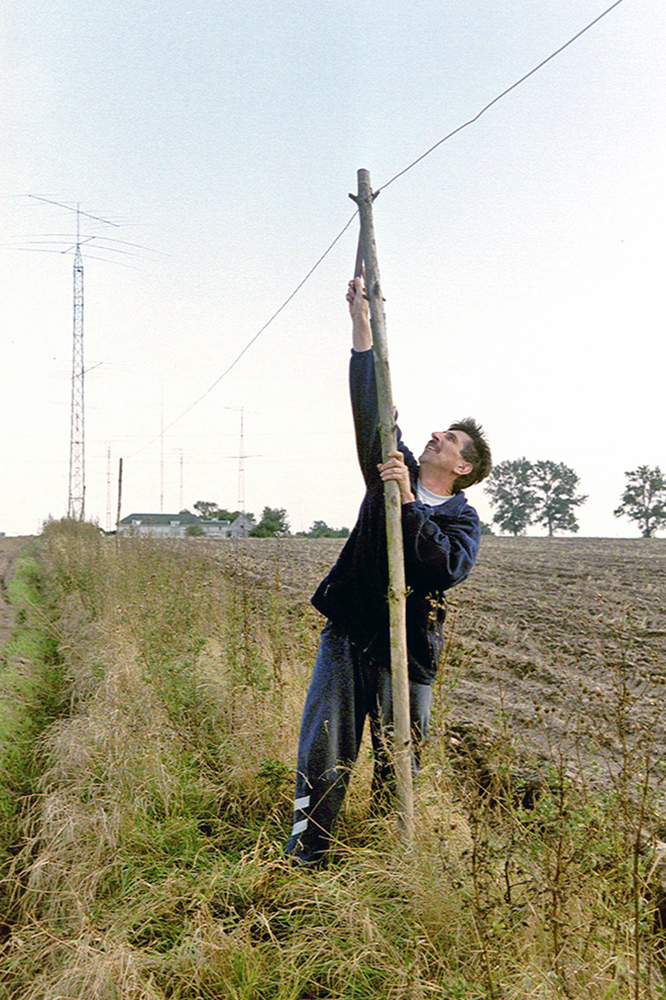
Radioamatör med sin Beverage antenn.

DX-ing är inom amatörradio när man har kontakt med för de tekniska förutsättningarna avlägsna radiosändare. Medan lyssnaramatörer utövar passiv DX-ing, har sändaramatörer som "kör dx" tvåvägsförbindelse och utövar så aktiv DX-ing.
Förkortningen DX inom amatörradio står idag för långväga förbindelse. Den lär ha sitt ursprung inom telegrafi, där trafikförkortningar är vanliga, men den ursprungliga betydelsen är inte helt klar. Några vanliga förslag är: "distans", "okänd distans" eller just "långväga förbindelse" ("distant exchange").
Vad som menas med långdistans bestäms av frekvensen och de varierande vågutbredningsegenskaperna i jonosfären. För kortvågsbandet 1,8 MHz-30 MHz, där jordenruntkontakter är möjliga via vågutbredningsfenomen,  räknas kontinenter och avlägsna länder in i begreppet DX. För de högre frekvenserna VHF, UHF och SHF förekommer en mindre sträng syn på vad en DX-kontakt egentligen är, 25 till 100 mil räcker då för DX-status. 
I stället för att samla länder samlar man där QTH-lokatorrutor.
En person som ägnar sig åt DX-ing kallas för DX-are eller lyssnaramatör.
DX-aren som fått in en intressant station skriver en lyssnarrapport till den station som sänder. Lyssnarrapporten innehållet tid, datum, frekvens, innehållet i programmet som avlyssnats samt en rapport om kvalitet och hörbarhet på sändningen. Radiostationen skickar sedan förhoppningsvis ett QSL-kort som bekräftelse på avlyssningen. DX-aren samlar på dessa, och QSL-kort från avlägsna mer udda stationer med svag sändareffekt värderas högre än QSL-kort från starka närliggande stationer.
DX-ing var tidigare vanligast på kortvåg men i takt med att fler och fler radiostationer upphört med sina sändningar på kortvåg har lyssning på mellanvåg och FM blivit populärt. Även på mellanvåg kan man höra radiostationer från hela världen under rätt förhållanden. FM-signaler går inte lika långt som på kortvåg.
Radiosignalerna går rakt fram från sändarmasten, men signalerna följer inte jordytan speciellt långt. Efter ett visst avstånd så hörs inte stationen längre, signalen försvinner upp till jonosfären. Kortvågssignalerna studsar sedan tillbaka från en viss höjd i jonosfären och når jordytan igen, varvid stationen åter kan avlyssnas. Kortvågssignalerna studsar sedan åter upp, och kan så sedan studsa fram och tillbaka och kan då i princip avlyssnas på andra sidan jorden. Mellanvågsstationerna studsar också i jonosfären under dygnets mörka timmar, men kräver normalt mera avancerade mottagare och framförallt större antenner. För sådan lyssning har s.k. "Beverage-antenner" blivit vanligast. Dessa antenner är långa, ofta många hundra meter och mycket riktningskänsliga. För kortvågslyssning kan en antenn på ett fåtal meters längd fungera. FM-stationer och TV-stationernas signaler studsar normalt inte, utan försvinner ut i rymden.
Under vissa atmosfäriska förhållanden kan även FM-signaler studsa, och då kan man i Sverige höra till exempel italienska radiostationer på FM-bandet. Dessa stationer kan tidvis höras med perfekt ljudkvalite, men det är instabilt, stationen hörs sällan mer än någon eller några minuter, och sedan kan en annan station komma in på samma frekvens. Kommunikationsradio för till exempel taxi och polis kan ha problem vid sådana tillfällen.

## Beräkning av avståndet mellan sändare och mottagare

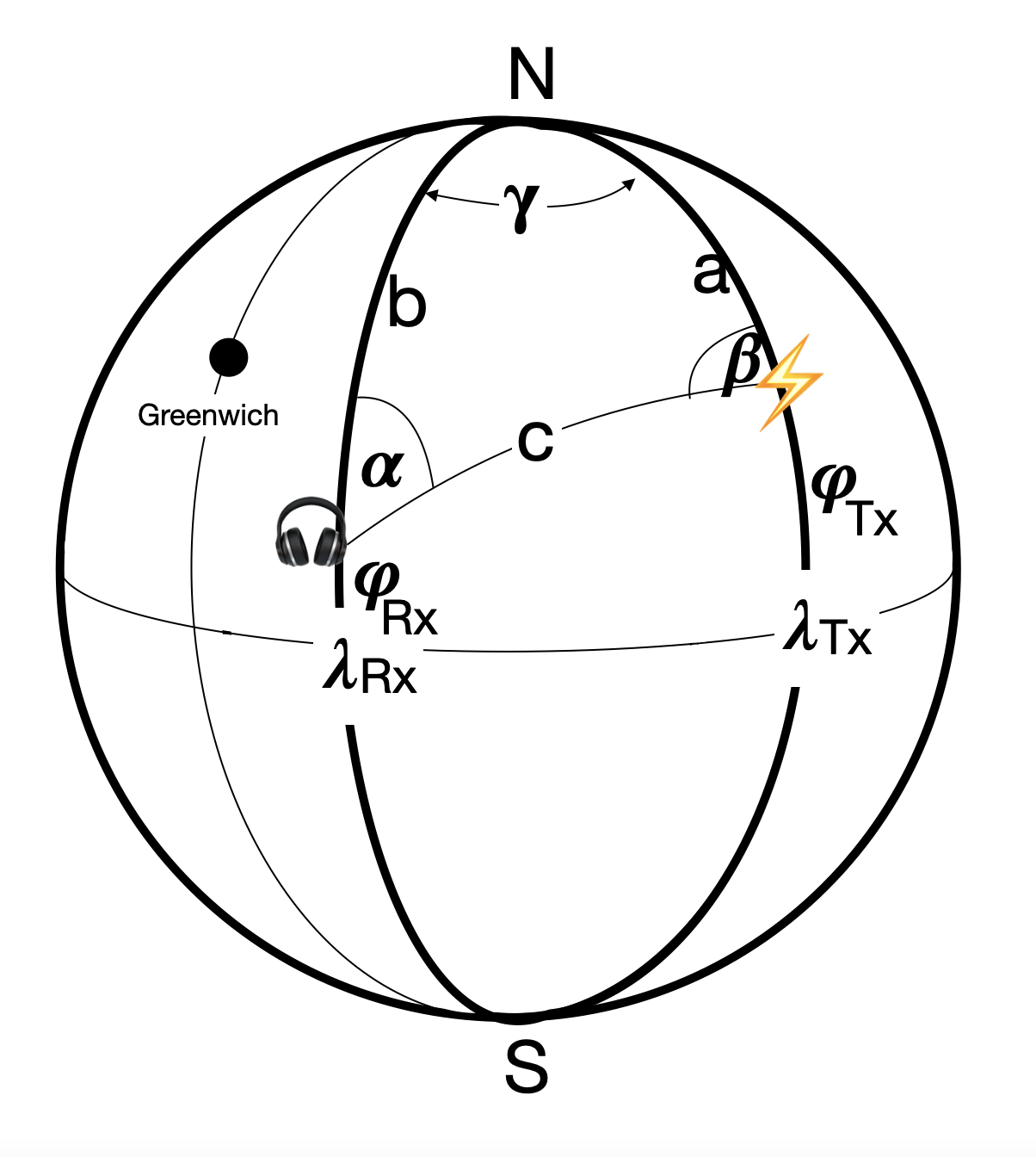
Figur 3.

Av intresse för en DX-are är avståndet till den sändare man mottar signaler från. I figur 3 avbildas en sändare (gul blixt) och en mottagare (svarta hörlurar) på jordens yta. Vinkelskillnaden (i jordens centrum) mellan sändare och mottagare är c. Skillnaden i longitud mellan sändaren och mottagaren är {\displaystyle \gamma }, sändarens latitud är  {\displaystyle 90^{o}-a} och mottagarens latitud är {\displaystyle 90^{o}-b}. Från den sfäriska cosinussatsen får man:
{\displaystyle \cos c=\cos a\cdot \cos b+\sin a\cdot \sin b\cdot \cos \gamma \Leftrightarrow }
{\displaystyle \Leftrightarrow c=\arccos \left(\cos a\cdot \cos b+\sin a\cdot \sin b\cdot \cos \gamma \right)}
Om man sedan multiplicerar {\displaystyle c} med jordradien {\displaystyle R} (med {\displaystyle c} i radianer) eller med {\displaystyle {\frac {\pi \cdot R}{180^{o}}}} (med  {\displaystyle c} i grader) fås avståndet längs jordytan mellan sändare och mottagare.